# Alotropie

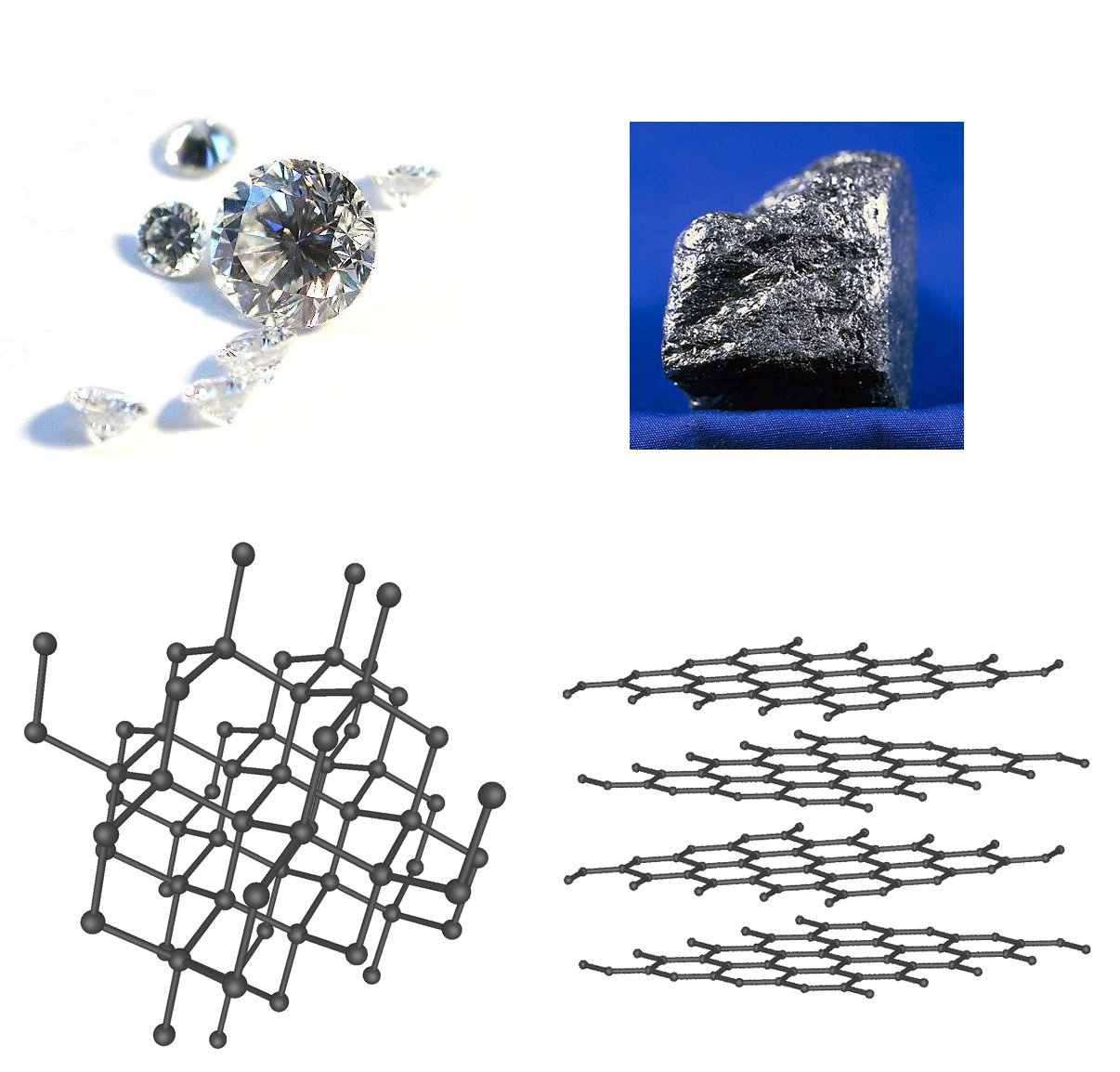
Diamantul si grafitul sunt 2 forme alotrope ale carbonului: forme pure ale aceluiași element care diferă in structura.

Alotropia este proprietatea unor elemente chimice de a prezenta două sau mai multe forme cristaline, când atomii sunt așezați diferit în funcție de legăturile chimice constituente. Acestea se numesc forme alotropice ale acelui element. Fenomenul de alotropie este numit și alotropism. Termenul provine din grecescul allostropos, unde ἄλλος (allos) inseamnă „altul”, iar τρόπος (tropos) – „formă".
De exemplu, carbonul are 4 forme alotrope, acestea fiind: diamantul (când atomii de carbon sunt legați într-o structură tetraedrică), grafitul (când atomii de carbon sunt legați într-o structură hexagonală), fulerene (când atomii de carbon formează molecule poliedrice complexe, regulate) și grafen (când atomii formează pânze monodimensionale, cu o distribuție a atomilor tip fagure (în vârful unor hexagoane).

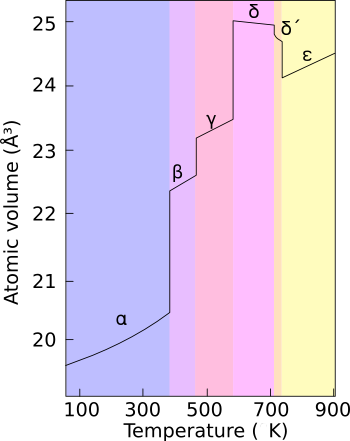
Variația volumului atomic al diverselor forme alotropice ale plutoniului în funcție de temperatură

Alotropia se referă doar la formele diferite ale unui element aflat în aceeași stare de agregare (de exemplu solid, lichid sau gaz). Schimbările survenite odată cu schimbarea stării de agregare nu este considerată alotropie. Unele elemente au alotropii care persistă în stări diferite: de exemplu, cei doi alotropi ai oxigenului (dioxigen, O2 si ozon, O3), pot exista în cele trei stări de agregare. Alte elemente mențin alotropii diferite doar în anumite faze- de exemplu, fosforul poate avea multe alotropii solide, care revin la forma P4 când sunt topite și recristalizate.